# Corticarina dajozi
Corticarina dajozi es una especie de coleóptero de la familia Latridiidae.

## Distribución geográfica
Habita en La Provincia del Cabo en (Sudáfrica).